# 三浦源吾
三浦 源吾（みうら げんご、1959年12月11日 - ）は日本の政治家。御坊市長（2期目）を務める。

## 経歴
御坊市出身。和歌山県立日高高等学校卒業。京都産業大学経済学部卒業。1982年、和歌山県庁に入庁した。県庁では、農業生産局長、水産局長、日高振興局長などを歴任した。2020年3月に定年退職した。同年5月17日、引退する御坊市長の柏木征夫と二階俊博の後援会から要請を受け御坊市長選挙に立候補して、無投票で初当選した。同年6月11日、初登庁した。

### 2024年御坊市長選挙
2024年5月26日、御坊市長選挙で、環境団体代表の新人山本譲一を破り再選した。
※当日有権者数：18,080人 最終投票率：54.21%（前回比：-pts）
| 候補者名 | 年齢 | 所属党派 | 新旧別 | 得票数  | 得票率 | 推薦・支持 |
| -------- | ---- | -------- | ------ | ------- | ------ | ---------- |
| 三浦源吾 | 64   | 無所属   | 現     | 8,519票 | 88.7%  | -          |
| 山本譲一 | 62   | 無所属   | 新     | 1,090票 | 11.3%  | -          |